# Fierzë (Kukës)
Fierzë is een plaats en voormalige gemeente in de stad (bashkia) Tropojë in de prefectuur Kukës in Albanië. Sinds de gemeentelijke herindeling van 2015 doet Fierzë dienst als deelgemeente en is het een bestuurseenheid zonder verdere bestuurlijke bevoegdheden. De plaats telde bij de census van 2011 1.607 inwoners. Fierzë ligt aan beide oevers van de rivier de Drin, die de grens vormt tussen de plaatsen Fushë-Arrëz en Tropojë.

## Bevolking
In de volkstelling van 2011 telde de (voormalige) gemeente Fierzë 1.607 inwoners, een daling ten opzichte van 2.350 inwoners op 1 april 2001.

### Religie
In de volkstelling van 2011 identificeerde 88,68% van de bevolking zich met een van de vier belangrijkste denominaties van Albanië. Van de religieuze bevolking was 60% soennitisch moslim, terwijl 28% tot de Katholieke Kerk behoorde. 
| Plaats | Bevolking (2011) | Islam (%)    | Katholiek (%) | Orthodox (%) | Bektashisme (%) |
| ------ | ---------------- | ------------ | ------------- | ------------ | --------------- |
| Fierzë | 1.607            | 964 (59,99%) | 454 (28,25%)  | 7 (0,44%)    | - (-)           |